# Stade Chanzy
Le stade Chanzy est le principal stade de la ville d'Angoulême. Ouvert depuis 1910. Il dispose de 8 000 places et accueille principalement les rencontres de rugby à XV du Soyaux Angoulême XV Charente ainsi que quelques matchs de football de l'Angoulême Charente FC.

## Histoire
En 1910, la ville d'Angoulême créé l'actuel parc municipal des sports. Ce dernier comprend d'abord un terrain de rugby à XV et de football. Le 9 août, le bail du terrain, qui donnera naissance à l'actuel stade Chanzy, est signé par le Sporting Club d'Angoulême.
En 1932, est inauguré, juste à côté du stade Chanzy, l'actuel stade Camille-Lebon, un terrain destiné au football pour l'équipe locale de l'AS des Charentes, connue ensuite sous le nom d'AS Angoulême Charente et aujourd'hui appelée Angoulême Charente FC.
Le stade Chanzy fut longtemps le principal stade de la ville d'Angoulême. L'équipe de rugby à XV du Sporting Club d'Angoulême et même l'équipe de football de l'AS Angoulême Charente avant l'agrandissement de son stade Lebon à la fin des années 60, y évoluèrent lorsque les deux clubs locaux étaient à leur plus haut niveau.
Le record d'affluence est établi en 1979 lors de la demi-finale de la Coupe de France de football avec 14 128 spectateurs pour la rencontre entre l'AS Angoulême Charente et le FC Nantes.
En 2018, l'enceinte est rénovée et agrandie. Une nouvelle tribune latérale est construite accompagnée d'un espace de réception. L'éclairage du stade est également renforcé il peut aujourd'hui accueillir de 7 278 à 8 000 spectateurs dont plus de 4 114 personnes en places assises et couvertes. Le stade dispose désormais de tribunes sur trois côtés du terrain et de gradins debout en pesage côté stade Lebon ainsi qu'aux abords de chaque tribune.
En janvier 2020, le club de football local, l'Angoulême Charente FC jouant habituellement au stade Lebon voisin, y reçoit le Racing Club de Strasbourg Alsace évoluant en Championnat de France de Ligue 1 lors du seizième de finale de la Coupe de France de football.